# Jednota umělců výtvarných
Jednota umělců výtvarných (zkratka JUV, od roku 1948 někdy pod názvem Jednota výtvarných umělců) byl jedním ze tří významných sdružení výtvarníků v první polovině 20. století. Byla založena 6. dubna 1898 v Praze a jejími členy byli např. Josef Václav Myslbek, Mikoláš Aleš, Alfons Mucha a další. Od roku 1903 vydávala vlastní časopis Dílo a roku 1934 vybudovala z vlastních prostředků moderní Dům jednoty umělců výtvarných ve Voršilské ulici v Praze (dnešní Galerie Nová síň).
Jednota byla rozpuštěna po roce 1948, kdy komunisté všechny spolky zakázali. Po sametové revoluci roce 1989 byla její činnost obnovena.

## Historie
Nový umělecký spolek vznikl z opozice k tehdejší situaci v Umělecké besedě, kde členskou základnu ovlivňovaly stále více názory spisovatelů a hudebníků a výtvarná kritika údajně zlehčovala národní tradice. Jednota ideově navazovala na vlastenecký spolek z roku 1848 kolem Josefa Mánesa a její název k němu odkazoval. Snahu o posílení národních a buditelských idejí přinesla do nového uměleckého sdružení zakladatelská generace, v níž převažovali výtvarníci Národního divadla - první předseda spolku Josef Václav Myslbek, místopředseda František Ženíšek a členové Václav Brožík, Vojtěch Hynais, Mikoláš Aleš, Jindřich Bubeníček, Emanuel Krescenc Liška a František Slabý. Ustavující schůze se zúčastnilo podle prezenční listiny třicet výtvarníků.
Zatímco mladší generace historiků umění a výtvarná avantgarda se nadále soustřeďovala kolem Umělecké besedy a SVU Mánes, Jednota upevňovala pozici i díky své vazbě na národní kořeny a tvorbě srozumitelné pro širší veřejnost. Postupně se v ní soustředila většina zastánců tradiční malby, jako byli Alfons Mucha, Luděk Marold, František Slabý, Václav Jansa, Celda Klouček, Karel Javůrek, Felix Jenewein, Beneš Knüpfer, Hanuš Schwaiger, Jakub Schikaneder, Oldřich Cihelka, téměř všichni žáci J. Mařáka - Otakar Lebeda, František Kaván, Alois Kalvoda, Jaroslav Panuška, Stanislav Lolek, Roman Havelka, Ferdinand Engelmüller, sochaři Josef Mauder a Čeněk Vosmík nebo architekt Karel Hilbert.
Čestnými zahraničními členy Jednoty byli Ilja Repin, Vlaho Bukovac, Józef Brandt.
Jednota umělců výtvarných měla od roku 1903 vlastní časopis Dílo. Vydávání časopisu skončilo 36. číslem roku 1948, kdy komunisté všechny spolky i jejich časopisy zakázali.
Výstavní aktivity Jednoty byly bohaté a zúčastňoval se jich rostoucí počet členů.
V pořadí 67. výstavu roku 1933 obeslalo 57 výtvarníků.
Od roku 1934 měla Jednota vlastní Dům jednoty umělců výtvarných ve Voršilské ulici v Praze (dnešní Galerie Nová síň), kde proběhla i jubilejní 70. členská výstava.
Na reprezentativní 134. výstavě v pavilónu Myslbek na Příkopech roku 1945 kromě jiných umělců vystavovali František Kupka, Oldřich Blažíček, Zdenka Braunerová, Václav Brožík, Alfons Mucha, Vratislav Nechleba, Maxmilián Pirner, Jaro Procházka, Václav Radimský, sochaři Otakar Švec a Václav Vingler.
Bilanční výstava k 50. výročí založení Jednoty se konala roku 1948 a představila samostatně generaci zakladatelů i současných členů.
Po zákazu spolku pokračovala omezená činnost v rámci Pražské skupiny č. 1 nově založeného Svazu českých výtvarných umělců až do roku 1956, později byla činnost obnovena v Tvůrčí skupině JUV do roku 1970, kdy byla opět přerušena.
Po roce 1989 byla v rámci nové Unie výtvarných umělců činnost Jednoty umělců výtvarných obnovena. Sté výročí svého založení připomenula roku 1998 členskou výstavou v Kongresovém centru v Praze, kam se však nepodařilo vypůjčit díla zakladatelské generace. Členská výstava JUV v Nové síni v lednu 2014 připomněla 70. výročí od slavnostního otevření vlastní budovy Jednoty.

## Seznam členů JUV do roku 1945
Mikoláš Aleš, Vilém Amort, Josef Antek, Antonín Balcar, Olga Beráková Vetchá, Oldřich Blažíček, Miloš Borč, Zdenka Braunerová, Miroslav Brotánek, Václav Brožík, Ota Bubeníček, Jan Čumpelík, Vincenc František Danihelka, Ferdinand Engelmüller, Stanislav Feikl, Josef Fojtík, Josef Glückselig, Václav Haise, Jan Hakl, Valérie Hachla-Myslivečková,Vladimír Havel, František Hlavica, František Holan, Karel Holan, Emil Holárek, Antonín Homolka, Bedřich Horálek, Miroslav Hošek, Vojtěch Hynais, Čeněk Choděra, František Antonín Jelínek, Václav Jansa, Felix Jenewein, Alois Kalvoda, František Kaván, Beneš Knüpfer, Jan Kojan, Karel Kotrba, Vlastimil Kozák, Václav Kreisinger, Ludvík Kuba, Tomáš Kubačka, František Kupka, Otakar Lebeda, František Líbal, Stanislav Lolek, Theodor Lugs, Jaroslav Malínský, Luděk Marold, Julius Mařák, Josef Mauder, Pavel Maur, Jan Zikmund Melichar, František Mentlík, František Michl, Jan Bedřich Minařík, Alfons Mucha, Zdeněk Miller, Josef Multrus, Josef Václav Myslbek, Vratislav Nechleba, Václav Nejtek, Jan Nowopacký, Jakub Obrovský, František Ondrúšek, Jan Pašek, Josef Pešan, Jan Pešťák, Maxmilián Pirner, Josef Podhajský, Jaroslav Pokorný, Jaro Procházka, Václav Radimský, Iľja Jefimovič Repin, Jožka Ryšavá Kačírková, Augustin Satra, Jakub Schikaneder, Václav Příhoda Josef Schusser, Hanuš Schwaiger, Jan Skramlík, František Slabý, Mirko Stejskal, Vladimír Stříbrný, Josef Šejnost, Jano (Jan) Šrámek, Otakar Švec, Zdeněk Tůma, Josef Ullmann, Franta Úprka, Vincenc Vingler, Jan Vochoč, Adolf A. Zahel, František Bohumír Zvěřina, František Ženíšek,

## Členové JUV po roce 1989
Josef Achrer, Milan Albich, Vladislav Bauer, Václav Benedikt, Julie Bérová, Zdeněk Blažek, Otakar Čemus, Alena Čermáková, Milan Rastislav Černík, Jiří Davídek, Magdalena Deylová Vodrážková, Jiří Dušek, Giovanni Giannini, Michal Hajnal, Dobroslav Halata, Petr Hampl, Radana Hamsíková, Čestmír Hlavinka, Marie Luisa Hlobilová, Vladimír Hlubuček, Natalie Hlubučková Soukupová, Ladislav Hodný jr., Pavel Hokynek, Josef Hošna, Jiří Hottmar, Violaine Hulné, Jiří Chadima, Oldřich Jirka, Dušan John, Jarmila Kalašová, Jiří Karmazín, Zina Koulová, Oskar Kozák, Jaroslav Kříž, Lubomír Macháň, Jiří Melynčok, Vladimír Mencl, Václav Menčík, Sylvie Munzarová-Kozáková, František Nedvěd, Miroslav Pankrác, Jiří Peca, František Radvan, Rudolf Riedlbauch, Věra Růžičková-Bejrová, Václav Skalický, Karel Skála, Helena Slavíková, Miloslav Starec, Luboš Synecký, Václav Alois Šrůtek, Helena Štefková-Hrušková, Jaroslav Štědra, Jiří Toroň, Bohumil Ullrich, Jindřich Veselka sen., Vlastimil Vinter, Jan Vlček